# ケーブルテレビ可児

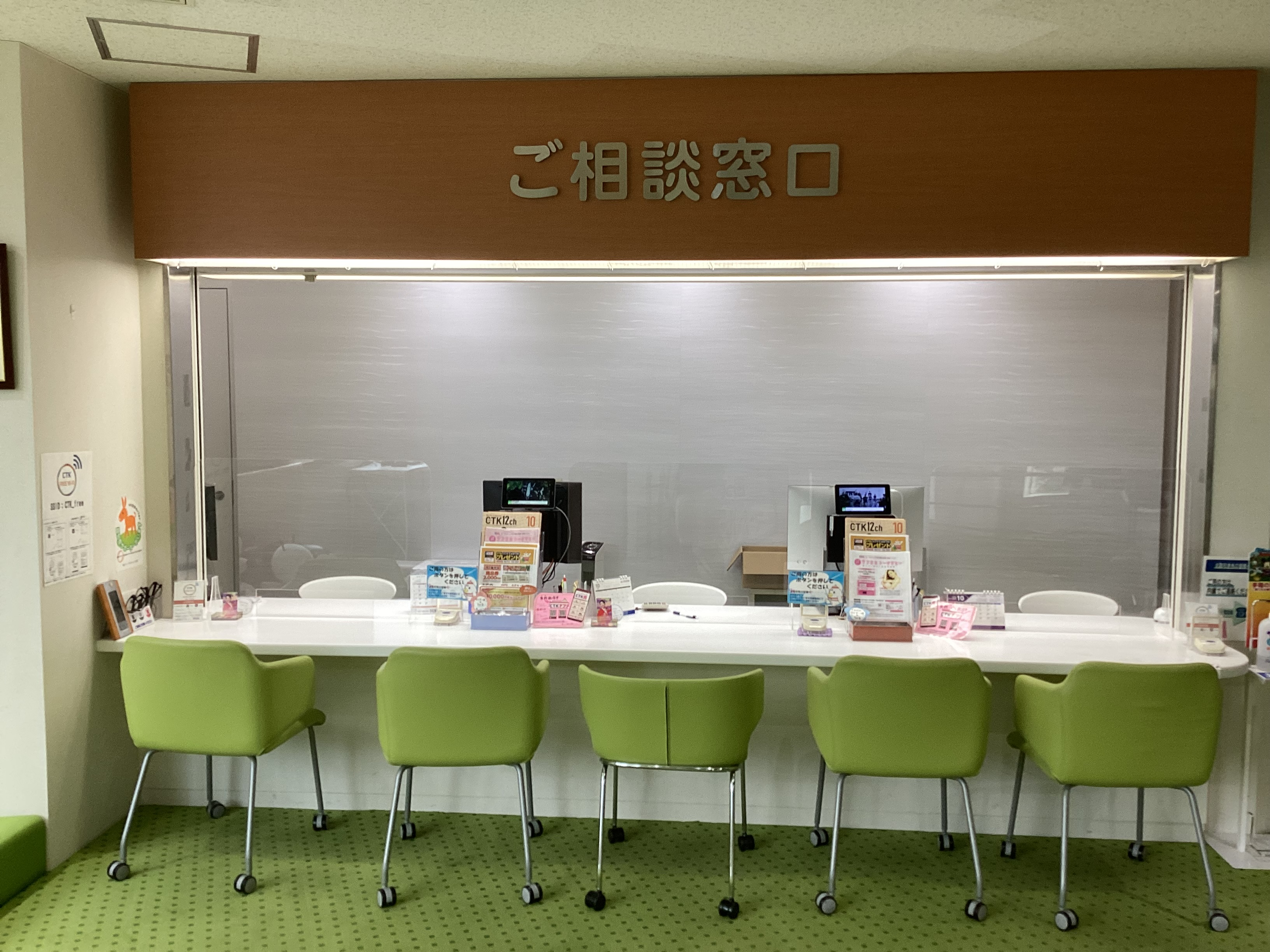
本社の2階にあるご相談窓口（1階はFMらら）

株式会社ケーブルテレビ可児（ケーブルテレビかに）は、岐阜県可児市に本社があるケーブルテレビ局である。コミュニティネットワークセンター加盟局。

## 沿革
- 1992年（平成4年）
  - 4月 - 会社設立準備室を設置。
  - 5月 - 発起人会。
  - 6月1日 - 会社設立（資本金3億円）。
- 1993年（平成5年）
  - 2月 - 有線テレビジョン放送施設設置許可。
  - 9月 - 資本金を8億2955万円に増資。
  - 12月19日 - 開局。放送開始（可児市エリア）
- 1998年（平成10年）11月 - 第一種電気通信事業許可取得。
- 1999年（平成11年）4月1日 - インターネット接続サービスの提供開始。
- 2000年（平成12年）12月 - BSデジタル放送の再送信を開始。
- 2002年（平成14年）
  - 3月 - パソコンなんでも相談室「ヘルプくん」開設。
  - 7月 - 資本金を8億3100万円に増資。
- 2003年（平成15年）
  - 10月 - IP電話サービスを開始（平成23年5月終了）。
  - 12月1日 - 地上デジタル放送・CSデジタル放送（CATVデジタル放送）の再送信を開始。
- 2004年（平成16年）11月 - 可児郡兼山町（現・可児市兼山）へサービスエリアを拡大。
- 2006年（平成18年）
  - 12月 - インターネット接続サービスに120Mコースを追加。
  - 12月19日 - 可児郡御嵩町（伏見地区）へサービスエリアを拡大。
- 2007年（平成19年）
  - 7月30日 - 現在地へ本社を移転。
  - 11月 - 緊急地震速報サービスを開始。
  - 12月1日 - 可児郡御嵩町（中地区）へサービスエリアを拡大。
- 2008年（平成20年）
  - 7月1日 - ケーブルプラス電話の提供開始。
  - 10月7日 - 可児郡御嵩町（御嵩地区の全域、上之郷地区の一部）へサービスエリアを拡大。
- 2010年（平成22年）3月 - アナログ多チャンネルサービスを終了。
- 2011年（平成23年）
  - 1月22日 - 地域WiMAXに係る基地局の免許を付与され、岐阜県では初の地域WiMAX事業者となる[3]。
  - 2月1日 - 可児郡御嵩町（上之郷地区の全域）へサービスエリアを拡大。
  - 4月7日 - コミュニティチャンネルをハイビジョン化。
  - 5月 - IP電話サービスを終了。
  - 7月1日 - 同月24日のアナログ放送終了に先立ち、デジアナ変換による地上アナログ放送の再送信を開始。
  - 24日 - 三重テレビ（アナログ）の再送信を終了。
- 2012年（平成24年）5月1日 - コミュニティFM放送を行う関連会社「FMラインウェーブ株式会社」を設立。本社・スタジオは当社社屋内に設置。同年7月24日に開局。
- 2013年（平成25年）3月29日 - ひまわりネットワーク株式会社の子会社となる。
- 2015年（平成27年）
  - 3月31日 - デジアナ変換による地上アナログ放送の再送信を終了。
  - 10月 - 全国初となる地域BWAサービスを開始。
- 2016年（平成28年）10月 - 光サービスの提供を開始。
- 2018年（平成30年）
  - 2月21日 - 告知放送サービスを終了。メーカーの生産終了により、受信機の入手と修理が不可能となったことによるもの[4]。
  - 7月 - サービスエリア全域で光サービスが開局。
  - 20日 - 同月28日にかけて、CTK11chで「FMらら」のスタジオの様子を試験放送[5]。
  - 12月1日 - 4K8K衛星放送を開始[6]。
- 2019年（令和元年）10月 - テレビdeラジオ（データ放送ラジオ）サービスを開始。CTK11･12chのデータ放送で8局のラジオ放送が聴取可能となる[7]。
- 2020年（令和2年）
  - 2月29日 - 大容量ファイル転送サービスを終了[8]。
  - 3月25日 - 個人情報の漏えい事案を公表。業務委託先担当者が自転車で番組ガイド誌を配送中に配送先リスト（紙面）が無いことに気づき発覚。名前及び住所、計34件が漏えいした可能性がある[9]。
- 2021年（令和3年）9月30日 - ケーブルWi-Fiスポットを終了[10]。
- 2022年（令和4年）
  - 3月1日 - 「ドコモ光」向けの光回線の卸サービスとインターネット接続サービスの提供を開始[11]。
  - 4月1日 - クレジットカード支払受付開始[12]。
  - 7月29日 - オンライン相談サービスの提供[13]、並びにメッシュWi-Fiの販売を開始[14]。
  - 10月25日 - 同年12月分よりコンビニ払込はがきを有料化すると発表[15]。
- 2023年（令和5年）
  - 1月5日 - オンライン相談サービスを開始[16]。
  - 1月8日 - 「可児市成人式」を生中継。また同月27日には 「特別番組・可児市成人式・御嵩町二十歳の集い」と題してダイジェスト放送。
  - 2月1日 - CTK光「1Gシンプルパック」サービス開始[17]。
  - 3月11日 - 翌12日にかけて、Netflix視聴体験イベント・加入キャンペーンを開催[18]。
  - 4月1日 - 当局公式オリジナルアプリ「CTKアプリ」の提供を開始[19]。「長期利用特典」をスタート[20]。
  - 4月19日 - 「健康経営優良法人2023（中小企業部門）」に認定[21]。
  - 4月29日 - 5月5日 「市民ミュージカル 君といた夏～スタンドバイミー可児～[22]」を、特別番組として放送。
  - 5月20日 - 翌21日にかけ、MEGAドン・キホーテUNY美濃加茂店にて、なんでも相談会を開催[23]。
  - 6月7日 - 「CTKタイムズ かにみた!」コーナー内での企画・『地域・人のwaプロジェクト』を通じて、大森での耕作放棄地の耕作者の募集を開始[24]。
  - 7月13日 - メールサービスのセキュリティを強化[25]。
  - 8月9日 - 開局30周年記念企画として、局キャラクター「ヒカリ☆ななちゃん」のイメージ動画をYouTubeにて公開[26]。

## 番組の放送年表
※30周年記念年表ホームページより
| 年号       | 追加情報                                                                   | 出演者                         |
| ---------- | -------------------------------------------------------------------------- | ------------------------------ |
| 1993年12月 | ・デイリーニュース「CTKトピックス」 ・可児市広報番組「いきいきマイタウン」 | 高山佳織、可児市秘書広報課職員 |
| 1995年     | NHK岐阜と「花フェスタ95ぎふ」を番組共同制作                                |                                |
| 1997年     | 「可児市議会中継」の生中継の番組開始                                       |                                |
| 2000年     | 可児市広報番組「いきいきマイタウン」で、『好きなのはカニダー』放送開始     | keiziro（1号）他               |
| 2006年     | 地域情報番組「情報バラエティー カニバラ」が放送開始                        | 知嶋大貴 、橋本明日可          |
| 2014年     | 地域発見バラエティ「まるっと！ジモナビ」放送開始                           | 廣瀬菜都美、市川智也           |
| 2018年     | ドローン空撮番組「そらさんぽ」放送開始                                     |                                |
| 2019年     | 地域情報番組「CTKタイムズ かにみた!」放送開始                              |                                |

## マスコットキャラクター
局マスコットキャラクターとして「ヒカリ☆ななちゃん」がいる。卵をモチーフとした丸いボディを持ち、新たな可能性を表現している。ボディには光ケーブルが巻き付いている。
なお、以前は同軸ケーブルが巻き付いたデザインであったが、時代の変化に合わせ光ケーブルに変更されている。その際、名前も「ななちゃん」→「ヒカリ☆ななちゃん」にリニューアルされた。

## サービスエリア
- 岐阜県
  - 可児市
  - 可児郡御嵩町

## 制作番組
- CTKタイムズ かにみた![36]
  - CTK今週のいいね!
  - 週刊CTKフラッシュニュース※単独枠での放送もあり。
  - 地域だより～みんなの元気届けます!～
  - 地域・人のwaプロジェクト[37]
  - 輝け!笑顔の子供たち
  - 今日の小さな天使たち
  - アルバムの記憶
  - わが家のペット
  - CTK懐かしの映像※単独枠での放送もあり。[38]
  - 名鉄広見線応援コーナー・ふるさとと、広見線と。
- 見ドコロガイド・情報掲示板
- まちリポ！（月1生中継）- 放送日時は決まり次第、CTKのSNSで発表される。
- 可児市ふるさと応援番組　いきマイ+（プラス）[39]
- トレミちゃんTV旬鮮情報局 - とれったひろば可児店[40]から生中継。
- （生中継）可児市議会（議会のトビラ[41]）／御嵩町議会[42]
- 全国高等学校野球選手権岐阜大会（録画・生放送）

ネット番組
（CCnet、おりべネットワーク他）
- ゴチ走！いこマイカー（「CTKタイムズ かにみた!」内）
- け～ぶるGiRLSの私のまちのお店自慢 - おりべネットワークと共同制作（「CTKタイムズ かにみた!」内）
- きて!みて!アーラ[43]

### 他局制作番組
- 愛知・岐阜・三重のケーブルテレビ16局
  - 高校スポーツ応援番組 ハイスポ＋[44]
- 岐阜県ケーブルテレビ協議会[45]
  - ぎふトピ
  - ケーブルテレビリレー番組・岐阜県 道の駅めぐり[46]
- コミュニティネットワークセンター
  - 見ドコロガイド[47]
- おりべネットワーク
  - 地元であそぼ!!～デコボコ体験隊～[48]
  - 大好き！グルメ街道[49]
- CCN
  - 緑の話を聞け![50]
- チャンネルミクス
  - 武将と行く！家康ゆかり旅in岡崎[51]
- スターキャットTV
  - ドラゴンズ・ナビゲート[52]
  - 中日ドラゴンズ応援番組　ドラナビ[53]
  - ナゴヤはつまらなくない！[54]
- CAC
  - 知多から巡る 優イチオシ[55]
- 稲沢CATV
  - 鉄景[56]
- ZTV
  - 鳥羽水族館　もっと！水の惑星紀行[57]
- Hit net TV!
  - ひだいろ手帖
- CCNet岐阜局[58]
  - Cちゃんのぐるめポケット
- CCNet春日井局[59]
  - 小鈴木100％
  - できかた！～もっと知りたい地元企業～
- メディアスチャンネル
  - ちたまるあにまる[60]
- キャッチネットワーク
  - みちくさ散歩道[61]
- TOKAIケーブルネットワーク
  - 田中律子のもっと旅するSUP
- ひまわりネットワーク
  - アウトドアジャーニー[62]

### ラジオ局
FMラジオの再送信のみ。外部アンテナ端子が付いているFMラジオ・チューナー等に接続することにより聴取可能。
| MHz  | 放送局          |
| ---- | --------------- |
| 92.9 | 東海ラジオ放送  |
| 93.7 | CBCラジオ       |
| 77.8 | ZIP-FM          |
| 78.9 | FM三重          |
| 80.7 | FM AICHI        |
| 82.5 | NHK名古屋FM放送 |
| 76.8 | FMらら          |

## ケーブルテレビサービス

### テレビ（チャンネル）
| リモコンID | 放送局名              | 本体の表示番号 |
| ---------- | --------------------- | -------------- |
| 地上1      | 東海テレビ            | 011            |
| 地上2      | NHK名古屋Eテレ        | 021            |
| 地上3      | NHK岐阜総合           | 031            |
| 地上4      | 中京テレビ            | 041            |
| 地上5      | CBCテレビ             | 051            |
| 地上6      | メ～テレ              | 061            |
| 地上8      | ぎふチャン            | 081            |
| 地上10     | テレビ愛知            | 101            |
| 地上11     | CTK生活情報チャンネル | 111            |
| 地上11     | お天気チャンネル      | 112            |
| 地上12     | CTK地域情報チャンネル | 121            |
| 地上12     | テレビショッピング    | 122            |

| リモコンID | 放送局名             | 本体の表示番号 |
| ---------- | -------------------- | -------------- |
| BS1        | NHK BS               | 101            |
| BS4        | BS日テレ             | 141            |
| BS5        | BS朝日               | 151            |
| BS6        | BS-TBS               | 161            |
| BS7        | BSテレ東             | 171            |
| BS8        | BSフジ               | 181            |
| BS9-1      | WOWOW プライム       | 191            |
| BS9-2      | WOWOW ライブ         | 192            |
| BS9-3      | WOWOW シネマ         | 193            |
| BS10-1     | BS10                 | 200            |
| BS10-2     | BS10スターチャンネル | 201            |
| BS11       | BS11                 | 211            |
| BS12       | BSトゥエルビ         | 222            |
|            | J:COM BS             | 260            |
|            | BSよしもと           | 265            |

| リモコンID | 放送局名              | 本体の表示番号 |
| ---------- | --------------------- | -------------- |
| BS4K1      | NHK BSプレミアム4K    | 101            |
| BS4K4      | BS日テレ 4K           | 141            |
| BS4K5      | BS朝日 4K             | 151            |
| BS4K6      | BS-TBS 4K             | 161            |
| BS4K7      | BSテレ東 4K           | 171            |
| BS4K8      | BSフジ 4K             | 181            |
| BS4K11     | ショップチャンネル 4K | 211            |
| BS4K12     | 4K QVC                | 221            |

## 関連会社
- FMラインウェーブ